# Теодефрид
Теодефрид (лат. Theodefridus, нем. Theodefrid; умер ранее 573) — франкский герцог, правивший во второй половине VI века алеманнами.

## Биография
Согласно хронике Мария Аваншского, Теодефрид был герцогом (лат. dux) на службе правителей Франкского государства. По свидетельству этого историка, Теодефрид был франком, но сведения, сохранившиеся в труде Агафия Миренейского «О царствовании Юстиниана», позволяют предположить, что тот был алеманнского происхождения. Теодефрид управлял землями, включавшими, в том числе, и территорию Аваншской епархии. Предыдущим правителем здешних алеманнов был герцог Ваефар, следующим — Леутфред.